# Федоровская, Татьяна Иосифовна

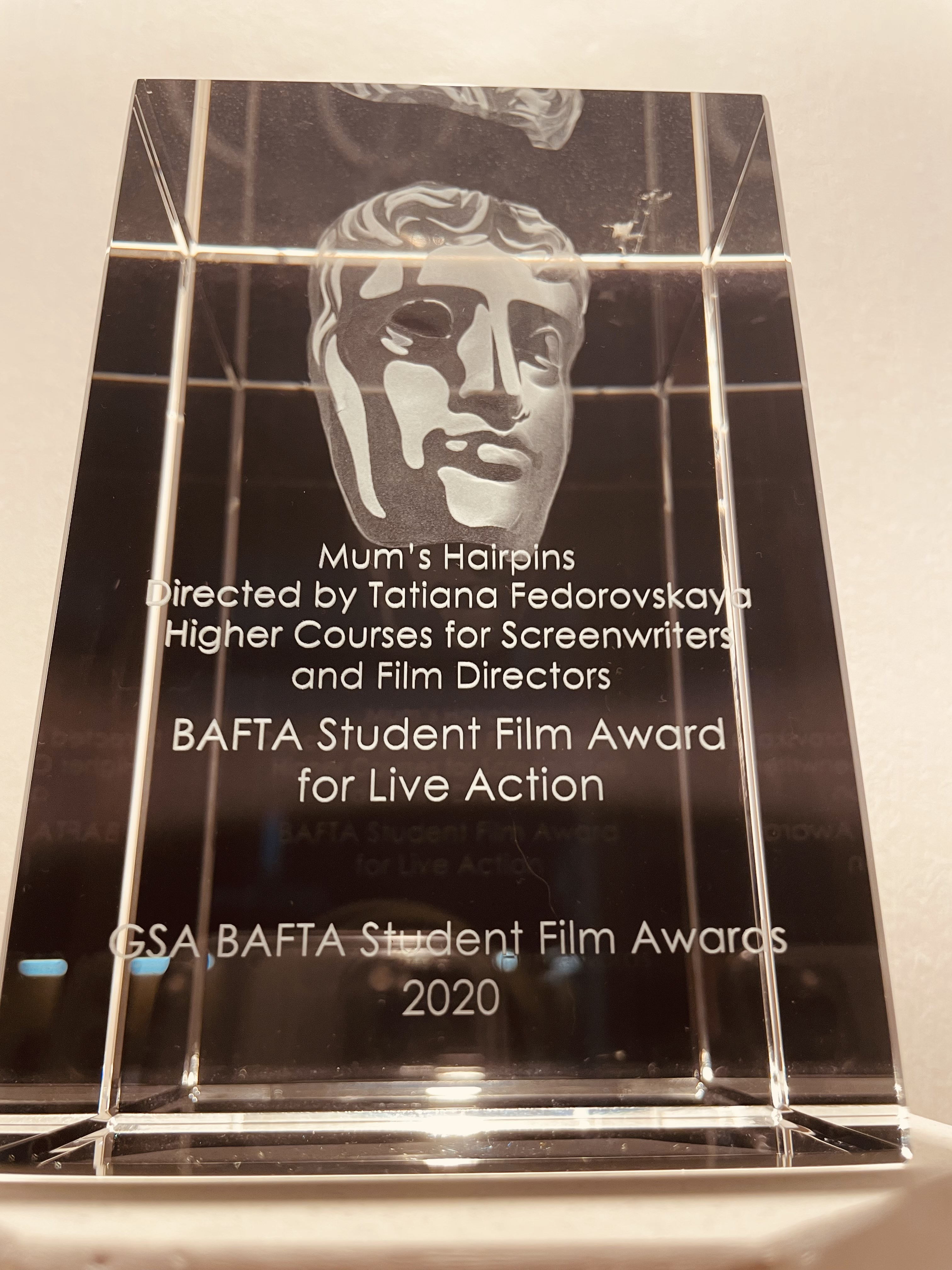
BAFTA trophy 2020

## Биография
Родилась 23 сентября 1979 года в Магнитогорске Челябинской области. После окончания МГПИ в 2002 году переехала в Москву.
Окончила Высшие курсы сценаристов и режиссёров (мастерская Владимира Меньшова).
Её фильм «Мамины Шпильки» (режиссёр и сценарист) завоевал премию за лучший игровой короткометражный фильм Британской киноакадемии BAFTA Student Awards, признан лучшим иностранным фильмом на фестивале HollyShorts (Голливуд, США) , получил Первый приз за лучший игровой короткометражный фильм на фестивале «Flickers» (Провиденс, США), , был отобран в конкурсные программы 41-го Московского международного кинофестиваля и на фестивали категории Academy Award Qualified «In the Palace» (Варна, Болгария), «DC Shorts»(Вашингтон, США), CIFF-44 (Кливленд, США), Foyle (Дерри, Северная Ирландия), а также выиграл гран-при на нескольких международных фестивалях .
Новелла «Вера» (режиссёр и сценарист), вошедшая в Альманах «Один» Андрея Кончаловского, номинировалась на Национальную кинопремию «Золотой орёл» Российской киноакадемии в категории «Лучший короткометражный фильм 2017 года», победила на 36-м Международном кинофестивале «Фаджр» в Тегеране (Иран) и «Rapid Lion» в Йоханнесбурге (ЮАР), выиграла призы за лучшую операторскую работу на международных фестивалях в Бруклине (Нью-Йорк, США), ВГИК (Москва), Flickers (Провиденс, США), Манчестере (Великобритания).
Короткометражный фильм «Фокусы Менделя» (режиссёр и сценарист) получил гран-при «Золотой журавль» и приз за лучшую мужскую роль (Борис Шувалов) на международном кинофестивале «Амурская осень» и номинирован на Национальную премию «Золотой орёл-2018».
Короткометражный фильм «Хэппи парадайз» (режиссёр и сценарист) участвовал в конкурсной программе 38-го Московского международного кинофестиваля , номинация «Лучший студенческий короткометражный фильм» 42-го международного кинофестиваля «Молодість» (Киев).
В 2021 сняла свой дебютный полнометражный художественный фильм «Белый кит» о проблеме возвращения усыновленных детей в детские дома. Сценарий выиграл Первый приз за лучший иностранный сценарий на 36-м международном фестивале в Провиденсе (США) и был отобран на Berlinale Talents (2019). Лента вошла в программу «Современное мировое кино» Международного кинофестиваля в Сиэтле 2022 года.
Написанный ею сценарий короткометражного фильма «Выход розовых слонов» завоевал Гран-при Международного кинофестиваля «Flickers» в Провиденсе (США) категории «Academy Award Qualified» в 2020 году и вошёл в категорию «Red List» (топ-рейтинг короткометражных сценариев по версии платформы Coverfly).
В сентябре 2020 г. получила израильское гражданство.
Серия картин Татьяны Федоровской «Шестое сентября» представлены в постоянной экспозиции Московского еврейского общинного центра.
Летом 2023 года принимает участие в выставках: Галерея ЗДЕСЬ, Галерея Квартира S, Галерея АЗУР (Мадрид, Испания).
В 2023 году Таня представила свою авторскую экспозицию «Правда жизни» в Парке Зарядье.
2024 год — участие в ярмарках современного искусства ТРЕТЬЕ МЕСТО TPAF и WIN-WIN секция ТЕКСТИЛЬ.

## Фильмография
| Год  | Название           | Категория                         | Роль                          |
| ---- | ------------------ | --------------------------------- | ----------------------------- |
| 2015 | Харизма            | короткометражный фильм            | режиссёр, сценарист, продюсер |
| 2016 | Хэппи парадайз     | короткометражный фильм            | режиссёр, сценарист           |
| 2016 | Оффенбахер         | пластилиновый фотофильм           | режиссёр, сценарист, оператор |
| 2017 | Фокусы Менделя     | короткометражный фильм            | режиссёр, сценарист, продюсер |
| 2017 | Вера               | короткометражный фильм            | режиссёр, сценарист           |
| 2019 | Мамины шпильки     | короткометражный фильм            | режиссёр, сценарист           |
| 2019 | Человек в квадрате | альманах короткометражных фильмов | режиссёр, сценарист           |
| 2021 | Белый кит          | художественный фильм              | режиссёр, сценарист           |

| Год  | название                 | Категория      | Роль                         |
| ---- | ------------------------ | -------------- | ---------------------------- |
| 2009 | Настоящая любовь         | художественный | Нина (главная роль)          |
| 2010 | Кто я?                   | художественный | Ольга Макарова (второй план) |
| 2010 | Как я встретил вашу маму | ТВ-сериал      | Катя Кривчик (главная роль)  |
| 2011 | Невеста моего жениха     | художественный | Юля (главная роль)           |
| 2011 | Хозяйка тайги-2          | ТВ-сериал      | Василиса (главная роль)      |
| 2011 | Загадка для Веры         | телевизионный  | Оля (вторая главная роль)    |
| 2013 | Ангел или демон          | ТВ-сериал      | Марго (главная роль)         |
| 2014 | Год в Тоскане            | ТВ-сериал      | Соня (основная роль)         |
| 2014 | Под каблуком             | ТВ-сериал      | Соня (главная роль)          |
| 2014 | Я или не я               | ТВ-сериал      | Алёна (главная роль)         |
| 2017 | Неизвестный              | ТВ-сериал      | Вероника Ларина              |